# الإخوة بيلسكي (كتاب)
الإخوة بيلسكي: القصة الحقيقية لثلاثة رجال تحدوا النازيين، وبنوا قرية في الغابة، وأنقذوا 1200 يهودي، هو كتاب غير أدبي لبيتر دافي، نُشر عام 2003. 
يروي قصة توفيا بيلسكي، وألكسندر زيزال بيلسكي (زوس)، وأهارون بيلسكي، وأسايل بيلسكي، وهم أربعة إخوة يهود أقاموا معسكرًا قتالياً كبيرًا في غابات بيلاروسيا خلال الحرب العالمية الثانية وشاركوا فيأنشطة المقاومة البيلاروسية ضد الاحتلال النازي لدولة روسيا البيضاء. وأنقذوا 1200 يهودي من النازيين. يصف الكتاب كيف شهد ثلاثة أشقاء، في عام 1941، آباءهم وشقيقين آخرين يُقتادون ويقتلون. وقاتل الأخوان ضد الألمان والمتواطئين معهم، وشنوا حرب عصابات في غابات بيلاروسيا. وباستخدام معرفتهم الوثيقة بالغابات الكثيفة المحيطة بمدينتي ليدا ونوفوغروديك، استطاعوا الهرب من النازيين وأنشأوا معسكرًا خفيًا، ثم شرعوا في إقناع اليهود الآخرين بالانضمام إلى صفوفهم. هاجمهم الألمان مرة ولكنهم لم يتمكنوا من التخلص منهم. ومع وصول المزيد من اليهود كل يوم، بدأ مجتمع قوي في الظهور وكان بمثابة «القدس في الغابة». وفي يوليو 1944، بعد حوالي 30 شهرًا في الغابة، علم الإخوة بيلسكي أن الألمان، الذين اجتاحهم الجيش الأحمر، يتراجعون مرة أخرى نحو برلين. 
في نهاية الحرب، مع تزايد قمع السيطرة السوفيتية على بيلاروسيا، فر الباقون من الإخوة بيلسكي إلى رومانيا، وسافروا إلى فلسطين تحت الانتداب البريطاني ثم إلى الولايات المتحدة في نهاية المطاف. تم تجنيد أسيل في الجيش الأحمر السوفيتي وقتل في معركة مارلبورك عام 1944. 